# Ana Ecaterina Emmerich

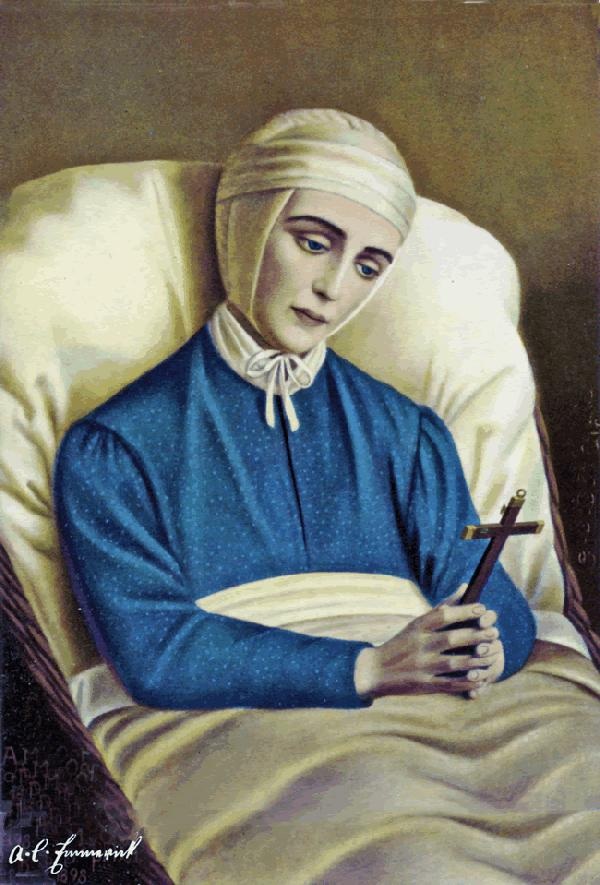
Anna Katharina Emmerick, beatificată, vizionară, sărbătorită pe 9 februarie

Ana Ecaterina Emmerich (în germană Anna Katharina Emmerick) (n. 8 septembrie 1774 – d. 9 februarie 1824) a fost o călugăriță a ordinului augustinian din Windesheim al bisericii catolice, stigmatică, mistică, vizionară și extatică.
S-a născut în Flamschen, o comunitate de fermieri din Coesfeld, Dieceza de Münster, Westfalia, Germania și a murit la vârsta de 49 de ani în Dülmen, unde a fost călugăriță și, din cauza bolii, țintuită la pat între 1813-1824, în ultima parte a vieții.
În acești ani de suferință unii contemporani cunoscuți au venit să o viziteze. Poetul Clemens Brentano i-a luat un lung interviu în urma căruia a scris două cărți despre viziunile călugăriței. Veridicitatea scrierilor lui Brentano  a fost pusă la îndoială, criticii caracterizând cărțile drept “creațiile unui poet “ sau  “invențiile” lui Bretano . Totuși, deși nici ea și nici Bretano nu au fost niciodată la Efes, clădirea descoperită acolo și considerată a fi fost casa Fecioarei Maria, corespunde exact scrierilor lui Brentano conform revelațiilor Caterinei, iar cartea a fost folosită pentru a descoperi clădirea.
Emmerich a fost beatificată pe 3 octombrie 2004 de către Papa Ioan Paul al II-lea. Vaticanul a ținut cont de smerenia și pioșenia sa și nu de cărțile scrise de Bretano despre care a spus “că nu este sigur că ea a scris acele lucruri."
Actorul și regizorul american Mel Gibson a indicat-o pe Emmerich ca sursă de inspirație alternativă evangheliilor la realizarea filmului Patimile lui Hristos.

## Copilăria
S-a născut  Anna Katharina, într-o familie săracă de fermieri și a avut nouă frați și surori. Încă de mică a trebuit să ajute la muncă din gospodărie și de la fermă. Nu a urmat cursuri școlare pentru mult timp, dar toți cei care o cunoșteau au remarcat înclinația sa  către rugăciune încă de la o vârsta foarte mică.  La 12 ani a început să lucreze la o fermă mai mare din apropiere pentru trei ani, apoi a devenit croitoreasă lucrând astfel următorii ani.
A cerut să fie primită în mai multe mânăstiri dar acest lucru nu s-a întâmplat  deoarece pentru a intra în mânăstire era cerută o anumită dotă și ea nu avea suficienți bani pentru aceasta. În cele din urmă mânăstirea Poor Clares (Sărmanele Clarise) din Münster a primit-o, cu condiția să învețe să cânte la orgă. A mers la organistul Söntgen din Coesfeld pentru a studia muzica și a învăța să cânte la orgă acolo, dar nu a apucat să facă acest lucru, căci datorită sărăciei familiei organistului Söntgen a fost obligată să lucreze acolo, epuizându-și astfel micile economii. Mai târziu una din fiicele Söntgen a mers împreună cu ea la mânăstire.

## Viața religioasă
În 1802, la vârsta de 28 de ani, Ana Ecaterina și prietena sa Klara Söntgen au reușit în sfârșit să intre în ordinul măicuțelor augustiniene al mânăstirii  Agnetenberg din Dülmen. În anul următor Ana Caterina și-a depus jurămintele religioase. În mânăstire a devenit cunoscută pentru respectarea strictă a regulilor ordinului dar încă de la început și până în 1811 era adesea foarte bolnavă îndurând mari dureri. Zelul și dorința ei de a respecta întocmai regulile mânăstirii a deranjat alte surori care nu erau atât de entuziaste și nu înțelegeau prea bine boala și extazele sale religioase.
Când Jérôme Bonaparte, regele Westfaliei a închis mânăstirea în 1812 s-a adăpostit în casa unei văduve. Aici, săraci și bolnavi veneau să-i ceară ajutor și conform spuselor contemporanilor, despre ea s-a pretins că știa în mod supranatural ce boli aveau și prescria remedii.

## Stigmatele și alte fenomene
Stigmatele

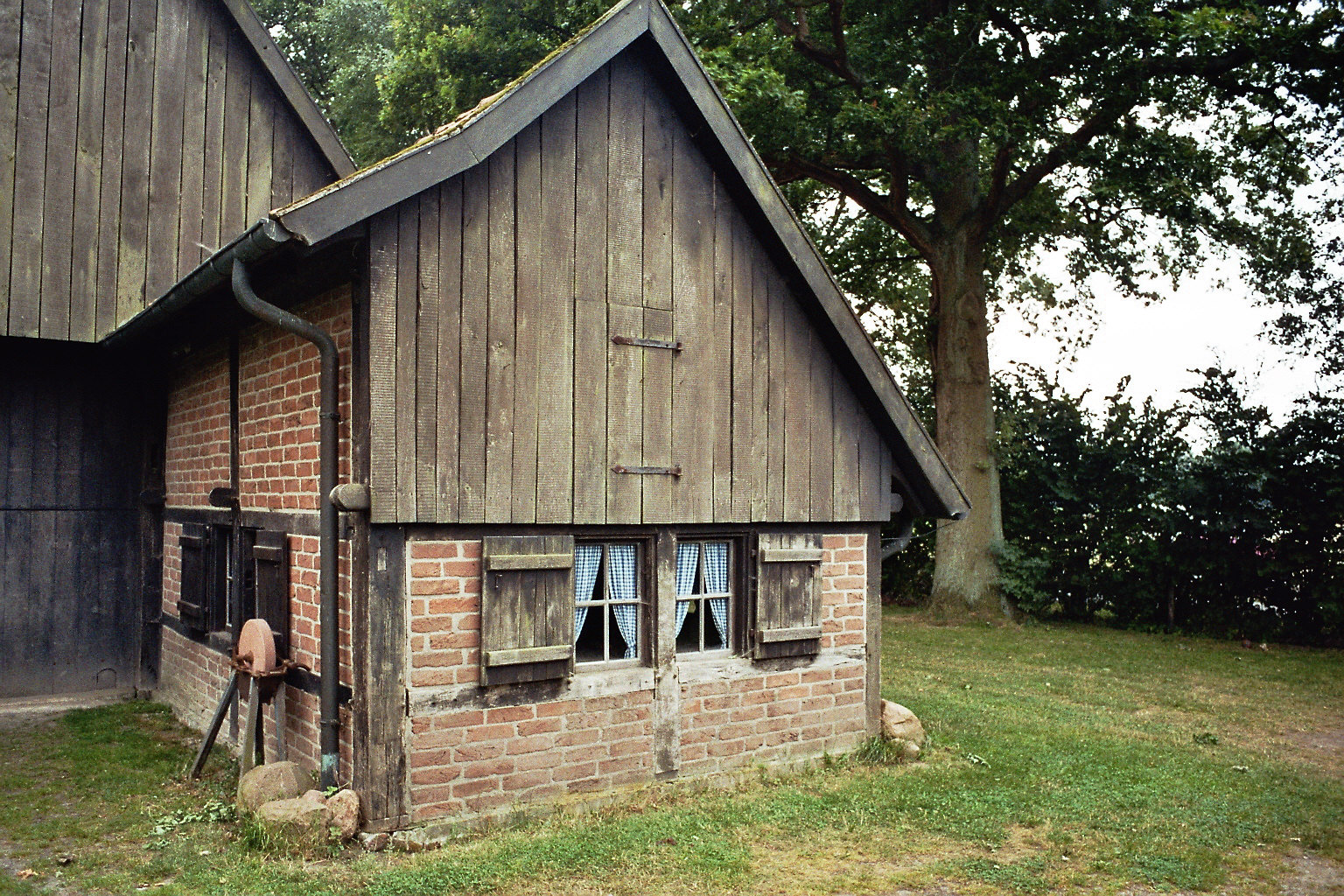
Casa în care Anne Catherine Emmerich s-a născut, din Coesfeld-Flamschen

Conform adeptului ei Brentano, începând cu 1799 Ana-Ecaterina ar fi simțit durerile coroanei de spini a lui Iisus, iar sângele acestor stigmate ar fi curs în fiecare vineri, dar ar fi reușit să ascundă asta. Conform adeptului ei, în toamna lui 1807 ar fi apărut durerile stigmatelor la picioare și mâini, fără însă să fi apărut sânge sau semne exterioare. La 25 noiembrie 1812 o cruce i-ar fi apărute pe piept; crucea s-ar fi dublat în perioada Crăciunului și ar fi sângerat în fiecare miercuri. În ultima zi din 1812, stigmatele de la mâini, picioare și cel corespunzător rănii lăncii din coastă, ar fi devenit vizibile iar sângele ar fi început să curgă. Nici o viziune nu a acompaniat stigmatele în acel moment, după cum A.C. Emmerich avea să declare anchetei ecleziastice ce a avut loc.
Prin indiscreția unei surori care îi descoperă rănile de la mâini pe 28 februarie 1813, fenomenul ajunge să fie cunoscut. Medicul din Dülmen, W. Wesener (1782-1832), care o vizitează pe bolnavă cu scopul de a o demasca, a fost obiectul (așa cum și Dr. Druffel și alții apoi) unei impresionante dovezi a cardiognozei (comuniune cu Dumnezeu, sfințenie) ajungând să fie convins de sfințenia și autenticitatea stigmatelor.
Pe 25 martie , episcopul Clemens Augustus von Droste-Vischering (1773-1845), viitorul arhiepiscop de Köln, vine însoțit de doctorul Druffel și de superiorul seminarului Bernard Overberg (1754-1826). Doctorul Krauthausen, doctorul mânăstirii, a încercat să trateze rănile, dar fără succes; a fost însărcinat cu supravegherea medicală atentă a cazului.
Postul continuu
O supraveghere continuă timp de 10 zile (Iunie 10-19) a confirmat sângerarea stigmatelor și postul continuu. Odată cu apariția stigmatelor, într-adevăr, dorința de a mânca a dispărut, fără ca acest fenomen sa fie cauzat de vreo boală; curând Ana-Ecaterina nu va mai consuma nici apă, conform a ceea ce susțin adepții ei.  Mai târziu o anchetă guvernamentală (August 5-29, 1819), a confirmat faptul că nu este vorba de vreun truc.
Doctorul W. Wesener și-a asumat responsabilitatea pentru îngrijirea medicală. Jurnalul său ce conține pagini consistente scrise între martie 1913 și noiembrie 1819 , ca și o scurtă istorie pe care a scris-o la moartea Anei-Caterina, pentru o publicație medicală, constituie «o sursă rară pentru studiul psihologiei religioase și pentru studii medicale asupra stigmatelor și al fenomenelor asemănătoare».
Hierognozia
Hierognozia (gr:hieros sacru, gnosis, cunoaștere) este capacitatea de a distinge între ceea ce este sacru și ceea ce este profan.
W. Wesener este primul care o încadrează pe A.C. Emmerich în categoria celor care posedă această capacitate. În 1817, Christian Brentano descoperă la rândul său, așa cum deja o făcuseră mai înainte abatele Lambert și P. Limberg, extrema sensibilitate a stigmatizaților față de sacru, mai ales în timpul extazelor, sensibilitate care se poate manifesta prin puterea de a autentifica relicvele, de a recunoaște ostiile consacrate, sau supunerea față de autoritatea bisericească. Clement Brentano la rândul său, atrage atenția doctorului Wesener asupra faptului că stigmatizații acceptă voluntar să ia asupra lor bolile și suferințele celorlalți.
În scurta sa istorie, doctorul explică: "Abia de-a lungul ultimilor doi ani ai vieții sale am putut înțelege suferințele sale misterioase. Cea mai mare parte a bolilor sale, se datorau într-adevăr, acceptării spontane de a suferi în locul prietenilor săi care îi încredințau problemele și se încredeau în rugăciunile ei. În extazele sale a confirmat această realitate, indicând de cele mai multe ori momentul în care intervenția sa lua sfârșit." Ar fi fost și cazuri de vindecări spontane și simultane.

## Viziuni și inspirații
Anne Catherine Emmerich mărturisește că încă din copilărie a avut viziuni în care a stat de vorbă cu Iisus, în care a văzut sufletele în Purgatoriu pentru care s-a rugat, sau în care a văzut esența Sfintei Treimi sub forma a trei sfere concentrice ce se întrepătrundeau - cea mai mare dar mai puțin luminoasă reprezentând esența Tatălui, sfera mijlocie esența Fiului, iar cea mică dar cea mai luminoasă sfera reprezentând Duhul Sfânt. Fiecare sferă a omniprezentului Dumnezeu se extinde în infinitul care se desfășoară în jurul esenței Divinității plasată în Cer.
Datorită reputației în creștere, de-a lungul vieții sale, o serie de figuri ce au avut influență în mișcarea de renaștere a Bisericii începutului de secol 19, au venit să o viziteze, printre acestea aflându-se Clemens von Vischering, arhiepiscopul Kolnului; Johann Michael Sailer, episcopul din Ratisbon, Bernhard Overberg și autorii Luise Hensel și Friedrich Stolberg. Clemens von Vischering care era episcop în acea vreme a numit-o pe Emerich "prietenul special al Domnului" într-o scrisoare scrisă lui Stolberg.

### Vizitele lui Bretano

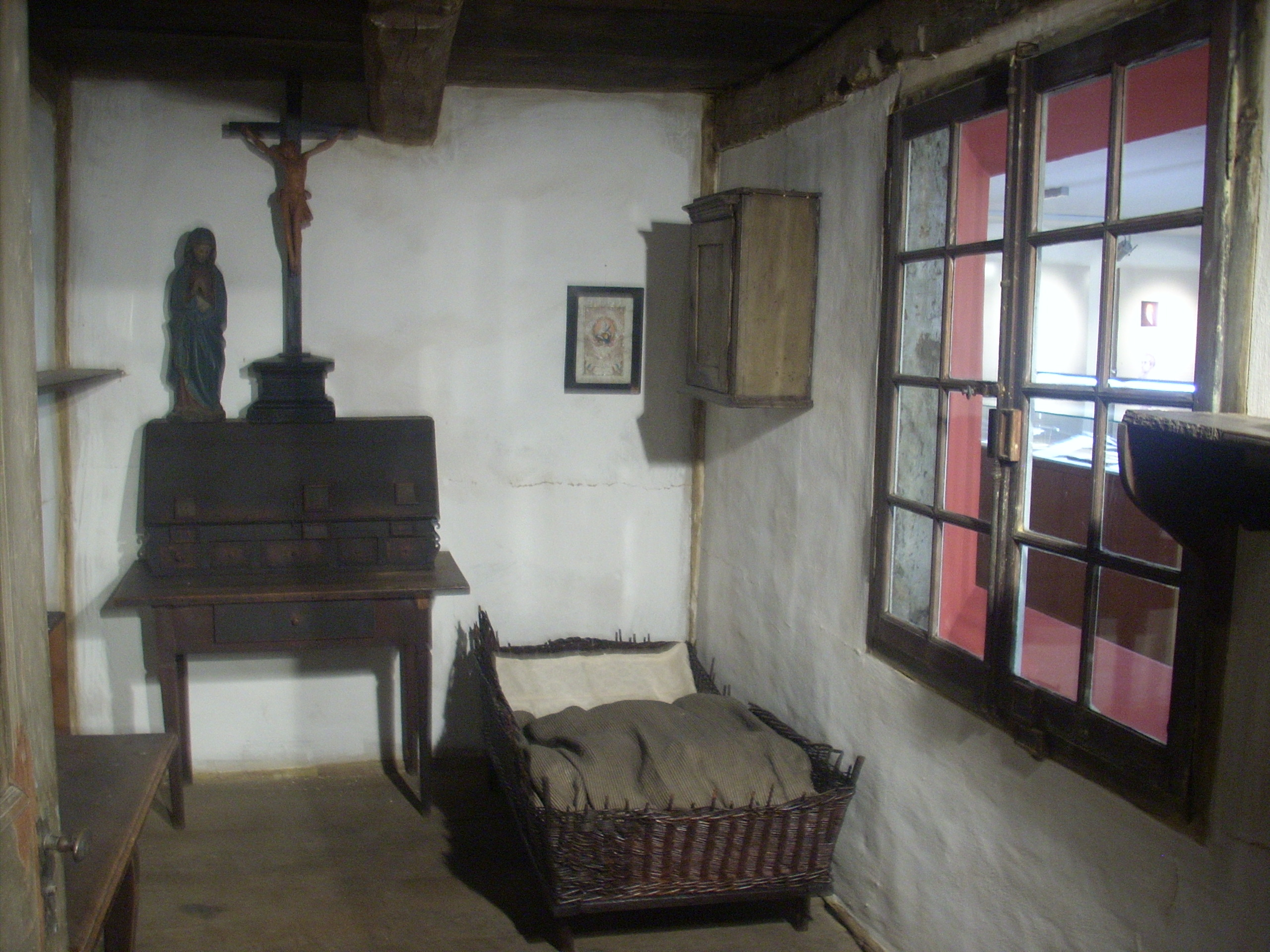
O reconstrucţie a interiorului camerei Anei Ecaterina Emmerich cu mobilierul original, în biserica “Sfânta Cruce” din Dülmen, Germania

În timpul celei de a doua examinări din 1819, faimosul poet Clemens Brentano a fost convins să o viziteze. Conform lui Bretano, ea imediat l-a recunoscut și a afirmat că Ana i-a spus că fusese ales  pentru a o ajuta să își îndeplinească misiunea cu care Dumnezeu a însărcinat-o, mai exact, să scrie pentru binele sufletelor celor mulți revelațiile făcute ei. Bretano a devenit unul din mulții admiratori ai lui Emmerich la acea vreme, considerând-o “mireasa aleasă a lui Hristos”.  Suzanne Stahl susține că Emmerich s-a substituit figurii materne în viața lui Bretano, datorită complexelor sale personale.
Din 1819 până la moartea sa din 1824 Brentano a consemnat conversațiile avute cu Emmerich despre viziunile ei, scriind mai multe caiete cu însemnări despre scenele din Noul Testament și viața Fecioarei Maria. Având în vedere că Emmerich nu vorbea decât dialectul westfalian, Brentano nu a transcris cuvintele Anei direct, adesea însemnările nefiind luate nici măcar în prezența ei. Brentano scria rapid un set de notițe pe baza a ceea ce își amintea din conversațiile avute cu Emmerich în germana standard, atunci când se întorcea în locuința sa. Brentano a editat aceste însemnări  mai târziu, la mai mulți ani de la moartea Anei Ecaterina.
Conform biografiilor, Brentano îi citea ulterior Ecaterinei tot ceea ce notase și schimba și modifica textul până ce ea își dădea aprobarea completă.
Clement Brentano descrie astfel modul în care a consemnat viziunile Ecaterinei:
De obicei ea vorbea în germana comună, dar într-o stare de extaz limbajul ei devenea mult mai pur iar istorisirile îi erau în același timp de o simplitate copilărească și de o inspirație solemnă. Prietenul ei a scris tot ceea ce dânsa a spus, uneori se întorcea direct în apartamentul său, căci avea deseori posibilitatea a scrie foarte mult ca și cum se afla în prezența Anei. Dătătorul a toate l-a înzestrat cu memorie, zel și putere să îndure multe probleme și oboseală, fiind capabil să ducă la bun sfârșit această lucrare. Conștiința îi spune că a făcut tot ceea ce i-a stat în putință și, cu smerenie, îl roagă pe cititor, dacă este mulțumit de rezultatul muncii sale, să se roage din când în când și pentru el.

Cam in zece ani de la relatarea viziunilor, Brentano a reușit să termine de editat însemnările pentru a fi publicate. În 1833 publica primul volum: Dureroasele Patimi ale Domnului Nostru Iisus Hristos conform Meditațiilor Anei Ecaterina Emmerich. Apoi Bretano a pregătit pentru publicare Viața Preafericitei Fecioare Maria după Viziunile Anei Ecaterina Emmerich , dar a murit în 1842. Cartea a fost publicată postum în 1852 la München.
Preotul catolic Karl Schmoger a editat manuscriptele lui  Brentano și din 1858 până în 1880 a publicat cele trei volume ale cărții Viața Domnului Nostru. În 1881 a urmat o ediție ilustrată și o biografie a Anei Ecaterina Emmerich în două volume, care a fost republicată în mai multe ediții în limba engleză.
Vaticanul nu girează autenticitatea scrierilor lui Bretano. Totuși consideră mesajul lor general ca „o extraordinară proclamare a adevărurilor biblice ce conduc spre mântuire”. Alți critici au fost mai puțin îngăduitori și au caracterizat cărțile lui Bretano realizate din însemnările sale, drept „creațiile unui poet romantic surescitat”.
Scrierile lui Brentano despre Emmerich afirmă că ea credea că Ham, fiul lui Noe, era strămoșul „națiilor negre, idolatre și stupide” ale lumii. „Dureroasele patimi” prezintă „un ton antisemit clar pe tot parcursul” cărții iar Brentano scria că Emmerich credea că „evreii... sugrumau copii creștini și foloseau sângele lor pentru tot felul de practici suspecte și diabolice”.

### Presupuse intervenții ale lui Brentano în textul revelațiilor

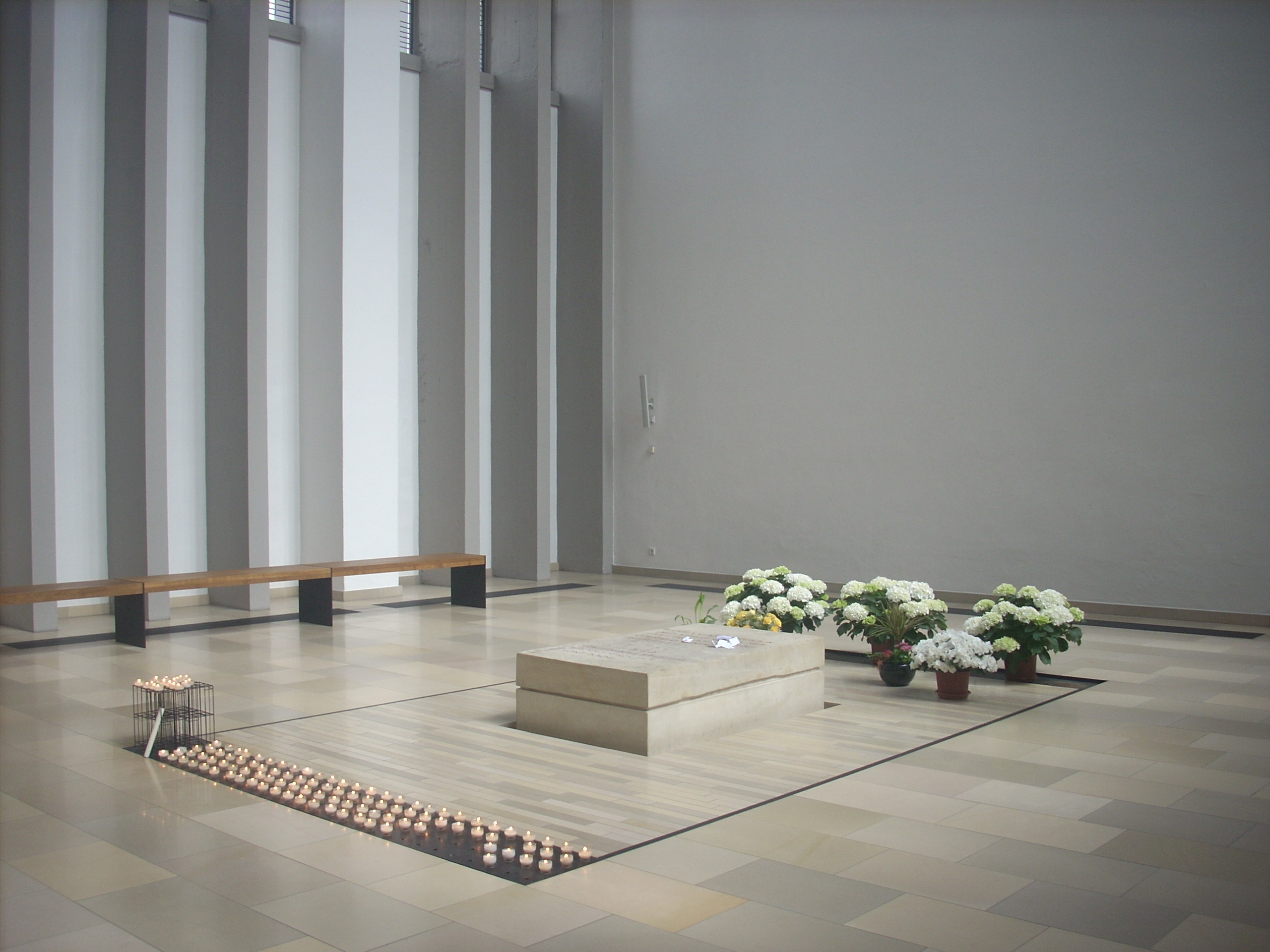
Mormântul Annei Ecaterina în biserica Sfânta Cruce din Dülmen, Germania

În 1892 când cazul de beatificare al  Anei a fost înaintat către Vatican, un număr de experți germani au început să compare și să analizeze notele originale ale lui Brentano din biblioteca personală a acestuia cu cărțile pe care le-a scris. Analizele făcute în biblioteca personală a lui Brentano după moartea acestuia de către experții germani au scos la iveală diferite surse biblice apocrife, hărți și ghiduri de călătorie printre lucrările sale ce ar fi putut să fie folosite pentru a îmbunătăți relatările lui Emmerich.
În 1923 în tezele sale teologice, preotul german  Winfried Hümpfner  care a comparat notele originale luate de Brentano  cu cărțile publicate,  susține că Brentano a fabricat o parte din materialul pe care l-a atribuit lui Emmerich.
În 1928 experții au concluzionat că numai o parte din cărțile lui Brentano poate să fie atribuită cu certitudine lui Emmerich.
În timpul beatificării din 2004 poziția Vaticanului în privința autenticității cărților publicate de Brentano a fost expusă de către Părintele Peter Gumpel, care a fost implicat în studiul acestei probleme  în Congregaţia Cauzei Sfinţilor: "Nu este deloc sigur că ea a spus acele lucruri. Există o serioasă problemă în privința autenticității.” Conform lui Gumpel, scrierile atribuite lui Emmerich nu au fost luate în considerare de către Vatican în procesul beatificarii.
Helen Ram, autoarea unei biografii mai restrânse după cea a lui Schmoger, răspunde astfel acestor suspiciuni constante:

Obiecții au fost aduse de unele persoane în ultimii ani în privința veridicității relatărilor edițiilor lui Brentano, pe baza faptului că fiind poet, tentația de a adăuga ceva din propria eleganță a limbajului și bogăție a imaginației unui geniu ar fi putut să îl facă să dea simplelor povestiri ale călugăriței umile o strălucire și o perfecțiune a detaliilor care nu îi aparțineau.  Acestor obiecții nu putem decât să le răspundem prin cuvintele Monseniorului de Cazales, care în prefața la traducerea în franceză a „Dureroaselor Patimi” spune că „o  suficientă garanție a bunei credințe a lui Clement Brentano este dată de faptul că și-a dedicat întreaga viață unei sarcini pe care o considera sacră și pentru care s-a pregătit prin diferite exerciții de pietate și în care a perseverat cu hotărâre ani de zile, retrăgându-se în întregime din lume, în ciuda ironiilor pe seama poziției sale de secretar voluntar al unei “sărmane vizionare” câștigat în cercurile literare înalte unde până atunci era primit cu omagii și adulare.

În timp ce ea vorbea, Brentano nota principalele idei pe hârtie, completând ulterior din memorie, iar apoi aducea transcripțiile Anei pentru a fi revizuite, corectate și completate conform indicațiilor ei, anulând orice cuvânt care nu era în perfectă concordanță cu propriile sale viziuni. 

## Moartea și înmormântarea
Ana Ecaterina a început să fie și mai slăbită în timpul verii anului 1823. A murit pe 9 februarie 1824 în Dülmen și a fost îngropată în cimitirul din apropierea localității, un număr mare de persoane luând parte la funeraliile sale. Mormântul ei a fost redeschis de două ori în săptămânile ce au urmat înmormântării datorită unor zvonuri legate de furtul trupului ei, dar trupul și coșciugul au fost găsite intacte. În februarie 1975, rămășițele lui Emmerich au fost mutate în biserica Crucea Sfântă din Dülmen unde se află și în prezent.

## Casa Fecioarei Maria

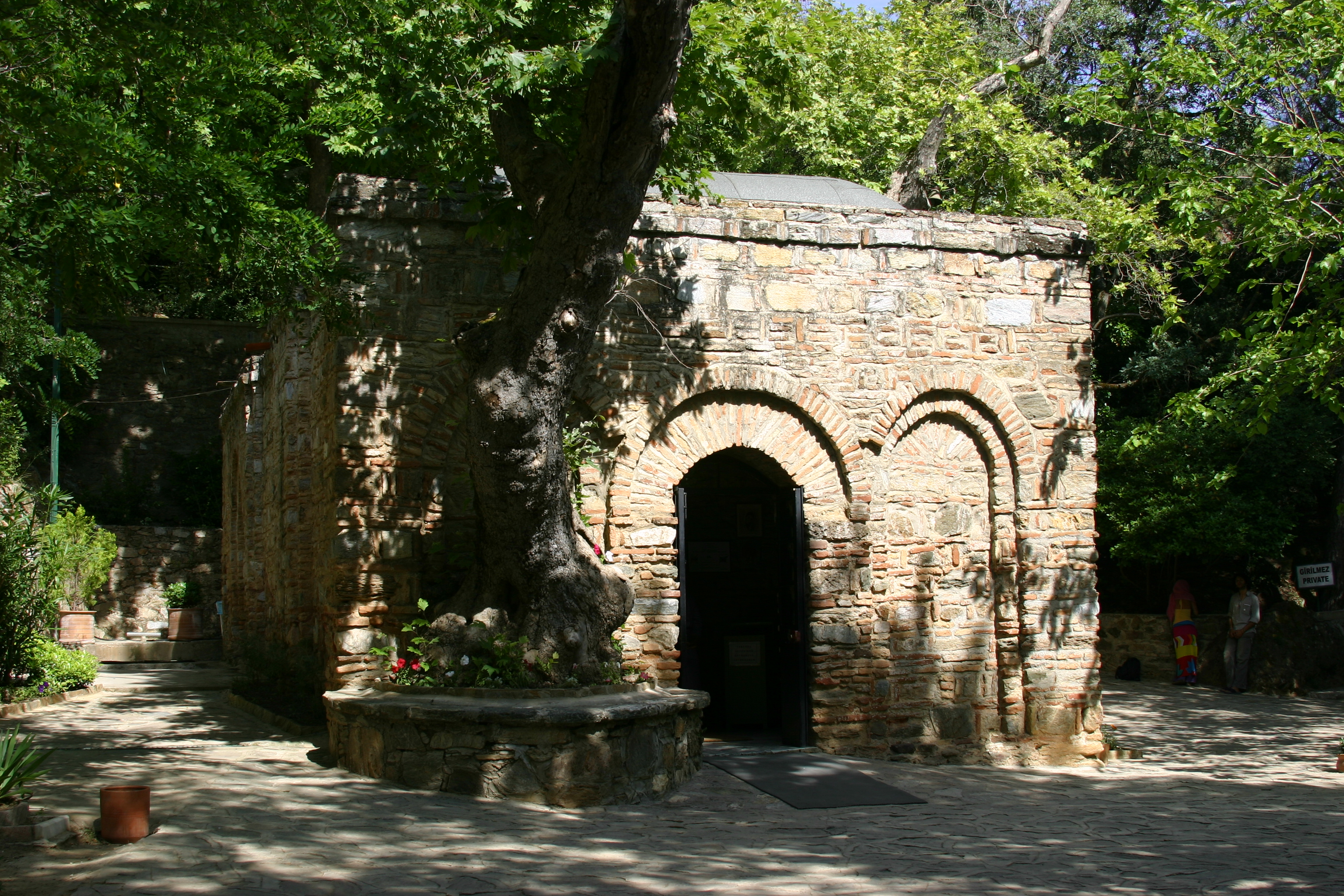
Casa Fecioarei Maria, acum capelă în Efes, Turcia

Nici Brentano și nici Emmerich nu au fost niciodată în Efes și într-adevăr orașul nu fusese excavat la acea vreme;  viziunile cărții Viața Sfintei Fecioare Maria au fost folosite  pentru a descoperi Casa Fecioarei Maria, locul unde se presupune că a locuit înainte de Adormire, aflat pe un deal în apropierea Efesului, după cum este descris în cartea Casa Mariei.
În 1881, un preot francez, abatele Julien Gouyet a folosit cartea Ecaterinei pentru a căuta casa din Efes, și a găsit-o  urmând descrierile lui Emmerich. La început nu a fost luat în serios dar sora Marie de Mandat-Grancey a insistat până ce alți doi preoți au urmat aceeași cale și au confirmat descoperirea.
Sfântul Scaun nu a luat nici o poziție oficială în privința autenticității locației încă dar în 1896 Papa Leon al XIII–lea a vizitat lăcașul și mai târziu, în 1951, Papa Pius al XII-lea  a declarat lăcașul drept loc sfânt. Papa Ioan al XXIII-lea a oficialiazat această declarație. Papa Paul al VI-lea în 1967, Ioan Paul al II-lea în 1979 și Benedict al XVI-lea în 2006 au vizitat casa și au considerat-o loc sfânt.
Asocierea dintre Fecioara Maria și Efes datează din secolul XII d.Hr., Părinții Bisericii susținând că Maria a locuit și adormit la Ierusalim.

## Beatificarea

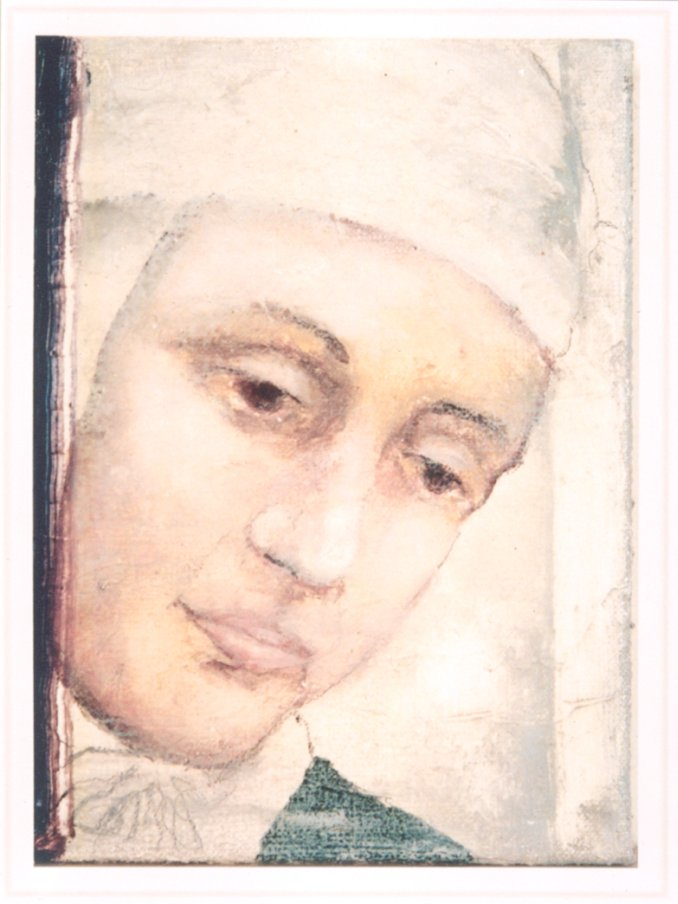
Un portret din secolul 18 al Anei Ecaterina

| “                                                  | Exemplul ei a deschis inimile atât celor săraci cât și celor bogați, atât celor simpli cât și celor cultivați, pe care i-a inițiat în iubirea consacrată lui Isus Hristos. | ” |
| — Pope John Paul II Homily, Sunday, 3 October 2004 | |   |

Procesul de beatificare al Anei Ecaterina a fost deschis  în 1892 de către episcopul de  Münster. Totuși în 1928 Vaticanul a suspendat acest proces atunci când Brentano a fost suspectat de inventarea unei părți a materialului ce apare în cărțile pe care le-a scris, atribuite lui Emmerich.
În 1973 Congregația Cauzei Sfinților a permis redeschiderea cazului beatificării focalizându-se asupra vieții sale fără să mai ia în seamă cărțile lui Brentano.
În Iulie 2003 Congregația pentru Cauza Sfinților a promulgat un decret al unui miracol atribuit ei iar asta a deschis drumul către beatificare.
Pe 3 octombrie 2004 Ana Ecaterina Emmerich a fost beatificată de către Papa Ioan Paul al II-lea. Totuși cărțile lui Brentano au fost lăsate deoparte, beatificarea bazându-se pe sfințenia și virtuțile personale. 
Părintele Peter Gumpel, care a fost implicat în analiza acestei problemă la Vatican a declarat: “Deoarece este imposibil să distingem între ce vine de la Sora Emmerich și ce a fost adăugat, nu am putut lua în calcul scrierile. Astfel ele au fost puse deoparte în procesul beatificării."

## Cinematografie
În 2003 actorul Mel Gibson, un catolic tradiționalist, a adus viziunile Anei Ecaterina Emmerich în atenția tuturor folosind cartea Dureroasele Patimi ca sursă pentru realizarea filmului Patimile lui Hristos. Gibson a declarat că Scriptura  și “viziunile acceptate”  au fost singurele surse pe care s-a bazat, și o analiză atentă a cărților lui Emmerich poate arăta măsura în care filmul se bazează pe aceste revelații. În critica pe care a făcut-o filmului în publicația catolică America, preotul iezuit  John O' Malley a folosit termenii “ficțiune devoțională” și “fraudă intenționată” cu referire la scrierile lui Clemens Brentano.
În 2007 regizorul german Dominik Graf a realizat filmul The Pledge punând în scenă întâlnirea dintre Ana Ecaterina (interpretată de actrița Tanja Schleiff) și Clemens Brentano, pe baza unui roman scris de Kai Meyer.